# Star Wars Episode IV: Et nyt håb
Star Wars Episode IV: Et nyt håb (originaltitel: Star Wars, senere Star Wars: Episode IV: A New Hope) er en amerikansk science fiction-film fra 1977, instrueret af George Lucas. A New Hope er den første Star Wars-film, men den fjerde episode i Star Wars-sagaen.
Filmen havde premiere i 1977, og blev en gigantisk succes i biograferne, både i USA og resten af verden. I Danmark udkom den i biografen i 1977 under titlen Stjernekrigen.

## Handling
Et af oprørsalliancens rumskibe bliver angrebet af Det Galaktiske Imperiums militær. Dog lykkes det Prinsesse Leia (Carrie Fisher) at lade droiderne C-3PO (Anthony Daniels) og R2-D2 (Kenny Baker) flygte i en rumkapsel med et budskab lagret i R2-D2's hukommelse til Obi Wan Kenobi (Alec Guinness). Droiderne havner hos Luke Skywalker (Mark Hamill), og han opdager ved et uheld budskabet. Efter nogen tid finder Luke Obi Wan, og de drager sammen med oprørerne ud for at befri Prinsesse Leia, der blev tilfangetaget umiddelbart efter Imperiets angreb. De får hjælp af smugleren Han Solo (Harrison Ford) og hans medpilot Chewbacca (Peter Mayhew). Det lykkes at befri Leia, men Obi Wan bliver dræbt i en lyssværdsduel af den frygtede Darth Vader (David Prowse og James Earl Jones). Det lykkedes dog Luke og de andre at flygte til oprørernes base. Efterfølgende vil de destruere Imperiets ultimative våben, Dødsstjernen.

## Medvirkende
- Mark Hamill som Luke Skywalker: En dreng fra Tatooine, som bliver en del af Oprørene og får jedi-træning med hjælp fra Obi-Wan Kenobi.
- Harrison Ford som Han Solo: En eftersøgt smugler, og førstepilot på Tusindårsfalken som hjælper Luke på hans mission.
- Carrie Fisher som Leia Organa: Oprørernes prinsesse, som Luke og de andre skal befrie.
- Alec Guinness som Obi-Wan Kenobi: En tidligere jedi-ridder, og mentor til Luke, samt den tidligere mentor til Anakin.
- Peter Cushing som Grand Moff Tarkin: En general fra Imperiet, som arbejder tæt med Darth Vader.
- David Prowse som krop til Anakin Skywalker / Darth Vader: En sith-fyrste, og højt rangeret militær leder i Imperiet.
  - James Earl Jones som stemme til Darth Vader
- Peter Mayhew som Chewbacca: Han Solo's andenpilot og nære ven.
- Anthony Daniels som C-3PO: En androide, der tidligere tilhørte Padmé Amidala.
- Kenny Baker som R2-D2: En androide, der tidligere tilhørte Anakin Skywalker.

## Produktion

### Udvikling
George Lucas begyndte at skrive i januar 1973, "otte timer om dagen, fem dage om ugen", ved at tage små noter, opfinde ulige navne og tildele dem mulige karakteriseringer. Lucas ville kassere mange af disse, da det endelige manuskript blev skrevet, men han inkluderede flere navne og steder i det endelige manuskript eller dets opfølgere. Han brugte disse oprindelige navne og ideer til at samle en to-siders synopsis med titlen Journal of the Whills, der fortalte historien om træningen af lærling CJ Thorpe som en "Jedi-Bendu" rumkommando af den legendariske Mace Windy. Frustreret over, at hans historie var for svær at forstå, begyndte Lucas derefter at skrive en 13-siders behandling kaldet The Star Wars den 17. april 1973, som havde tematiske paralleller med Akira Kurosawas film The Hidden Fortress.
Siden han begyndte på hans skriveproces i januar 1973, havde Lucas lavet "forskellige omskrivninger om aftenen efter dagens arbejde." Han skrev fire forskellige manuskripter til Star Wars, hvor han søgte efter de rigtige ingredienser, karakterer og historie. I maj 1974 havde han udvidet behandlingen af Star Wars til et groft udkast til et manuskript, med 14 tilføjelser af elementer som Sith, Death Star og en general ved navn Annakin Starkiller.
Lucas blev færdig med at skrive manuskriptet i marts 1976, da optagelserne begyndte. Under produktionen ændrede han Luke's navn fra Starkiller til Skywalker og ændrede titlen til The Star Wars og senere Star Wars. Han ville også fortsætte med at finpusse manuskriptet under filmoptagelsen, herunder tilføje Obi-Wans død efter at han indså, at han ikke tjente noget formål i slutningen af filmen.

### Optagelser
I 1975 dannede Lucas sit eget visuelle effektsfirma, Industrial Light & Magic (ILM) efter at have opdaget, at 20th Century Fox's afdeling for visuelle effekter var blevet opløst. ILM begyndte sit arbejde med Star Wars i et lager i Van Nuys, Californien. De fleste af de visuelle effekter anvendte banebrydende digital bevægelseskontrolfotografering udviklet af John Dykstra og hans team, hvilket skabte en illusion af størrelse ved at anvende små modeller og langsomt bevægelige kameraer.

### Musik
George løb endnu en postuleret risiko, sammenlignet med datidens populære film: Han brugte klassisk musik frem for moderne. Han hyrede John Williams og London Symphony Orchestra, og i samarbejde skabte filmens velkendte og karakteristiske soundtrack.
Side one
| 1. | "Main Title"                       | 5:20 |
| 2. | "Imperial Attack"                  | 6:10 |
| 3. | "Princess Leia's Theme"            | 4:18 |
| 4. | "The desert and the Robot Auction" | 2:51 |

Side two
| #  | Titel                                | Længde |
| -- | ------------------------------------ | ------ |
| 5. | "Ben's Death and TIE Fighter Attack" | 3:46   |
| 6. | "The Little People Work"             | 4:02   |
| 7. | "Rescue of the Princess"             | 4:46   |
| 8. | "Inner City"                         | 4:12   |
| 9. | "Cantina Band"                       | 2:44   |

Side three
| #   | Titel                          | Længde |
| --- | ------------------------------ | ------ |
| 10. | "The Land of the Sandpeople"   | 2:50   |
| 11. | "Mouse Robot and Blasting Off" | 4:01   |
| 12. | "The Return Home"              | 2:46   |
| 13. | "The Walls Converge"           | 4:31   |
| 14. | "The Princess Appears"         | 4:04   |

Side four
| #   | Titel                           | Længde |
| --- | ------------------------------- | ------ |
| 15. | "The Last Battle"               | 12:05  |
| 16. | "The Throne Room and End Title" | 5:28   |

## Modtagelse
Filmen er af mange blevet kaldt startskuddet til den moderne science fiction-genre, og er også grundlaget for en hel del efterfølgere i filmens, bøgerne og videospillenes verden. Filmen er nummer 15 på det amerikanske filminstituts liste over det tyvende århundredes bedste film.
Filmen er dog ikke universelt beundret, da nogle mener at den startede en tradition for special effects-drevne film rettet mod teenagere. Andre påstår at de ændringer der blev foretaget ved filmen i senere udgivelser, var en forbrydelse imod det originale værk.

### Priser
Filmen vandt en del priser efter udgivelsen i 1977. Den vandt Oscars for bedste musik, bedste kostumer, bedste scenografi, bedste klipning og bedste visuelle effekter, samt en Special Achievement Award, og var også nomineret for Bedste film, bedste instruktør (George Lucas), bedste originale manuskript og bedste mandlige birolle (Alec Guinness).
Den er også indregistreret i National Film Registry i USA.￼

### Indtjening
Filmen indtjente over 700 millioner dollars, i biografer verden over, og var den mest indtjendene film i verden, fra 1977, til 1982, hvor den blev overgået af Steven Spielberg's E.T.